# Ursula Haller Vannini
Ursula Haller, née le 4 novembre 1948 à Berne, est une personnalité politique suisse, membre du PBD Suisse.